# Mikwe (Busenberg)
Die Mikwe in der rheinland-pfälzischen Ortsgemeinde Busenberg (Landkreis Südwestpfalz) war ein Haus, das früher ein rituelles Tauchbad für Juden beherbergte. Das Gebäude wurde, nachdem es in Privateigentum gelangt war, zu einem kleinen Wohnhaus umgestaltet und war bis 2017 in der Pfalz das einzige noch existierende ehemalige Mikwehaus. Da es mangels Pflege baufällig geworden war und nicht unter Denkmalschutz stand, wurde es im Oktober 2017 abgerissen.

## Geographische Lage
Das einstige Judenbad in der Talstraße 8 stand im Ortszentrum auf einer Höhe von 236 m ü. NHN am Hang unterhalb der heutigen Bundesstraße 427, die das Dorf als Durchgangsstraße (Hinterweidenthal–Bad Bergzabern–Kandel) quert. Das benötigte Wasser stammte aus einer Grundwasserquelle, die zeitgenössischen Berichten zufolge in unmittelbarer Nähe, vermutlich sogar innerhalb des Gebäudes auf demselben Grundstück lag.
Gegenüber der Mikwe auf der Südseite der Talstraße stand früher die jüdische Schule.

## Anlage
Das eingeschossige Fachwerkhaus mit Satteldach lag in Nord-Süd-Richtung traufständig an der Straße und verfügte über einen ungefähr 60 cm hohen Sandsteinsockel. Die Grundfläche betrug etwa 7 × 4 m. Die Eingangstür wurde über eine dreistufige Sandsteintreppe von der Straße her erreicht. Das Gebäude enthielt zu seiner Zeit als Mikwe nur einen einzigen Raum, in dessen eingetiefter Mitte sich eine gemauerte Wanne befand. Dort fanden die rituellen Waschungen statt. Die Vertiefung wurde später verfüllt, um einen ebenen Fußboden zu schaffen. Es wird angenommen, dass sich darunter noch die Reste der Wanne befanden.
Das Gebäude war jahrelang unbewohnt; es wirkte ungepflegt, der bauliche Zustand war sehr schlecht. In der ersten Hälfte der 2010er Jahre wurde es notdürftig renoviert und war für einige Jahre wieder bewohnt.

## Geschichte

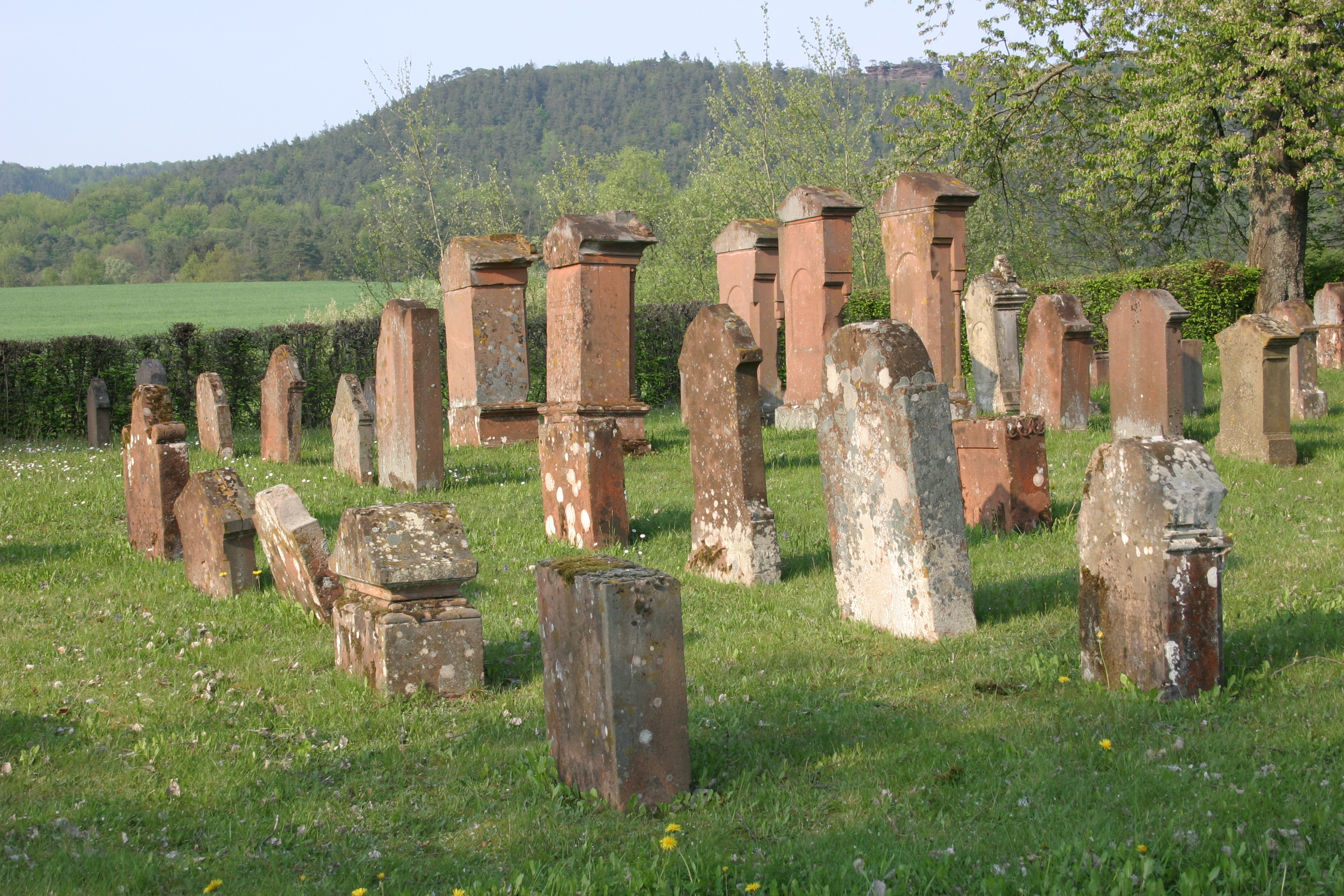
Jüdischer Friedhof Busenberg

Die Mikwe wurde in Busenberg zu Anfang des 18. Jahrhunderts errichtet, als offenbar die ersten Juden in den Wasgauort kamen. In den folgenden Jahrzehnten entwickelte sich Busenberg zu einem der Zentren des Judentums in der Südwest- und Südpfalz. 1824 wurde ein großer jüdischer Friedhof angelegt. In den 1880er Jahren erreichte die jüdische Gemeinde mit 31 Familien und 170 Personen ihren zahlenmäßigen Höchststand.
In den Jahren nach dem Bau der Mikwe wurden, bedingt durch das Anwachsen der Bevölkerungszahl hundert Jahre nach dem Dreißigjährigen Krieg, in der Umgebung auch vermehrt Abtritte, Dunggruben und Schweineställe errichtet. Die ungefassten und ungeklärten Abwässer traten ins Grundwasser über und verunreinigten es. Damit erwuchsen der Mikwe erhebliche hygienische Probleme. Deshalb sollte die Anlage gemäß einer behördlichen Verfügung vom 17. November 1859 gesundheitspolizeilich geschlossen werden. Der Vollzug der Schließung konnte durch Einsprüche des Synagogenausschusses und ein neutrales Gutachten immer wieder hinausgezögert werden; entsprechende Akten aus den Jahren 1864/65 sind erhalten, ohne dass daraus ein Ende der Angelegenheit ersichtlich ist.
Auch im letzten Drittel des 19. Jahrhunderts war die Mikwe noch in Gebrauch. Gegen Ende des Jahrhunderts wurde sie endgültig aufgegeben und anschließend zu dem kleinen Wohnhaus umgebaut, das 2017 abgerissen wurde.
Am Rand der Talstraße, gegenüber der ehemaligen Mikwe und vor dem Grundstück, auf dem früher die jüdische Schule stand, verlegte der Kölner Künstler Gunter Demnig am 21. November 2007 drei Stolpersteine für in der Zeit des Nationalsozialismus deportierte Juden, der Pfälzer Mundartdichter Albert H. Keil aus Dirmstein trug dazu Texte aus seinem Auftritt „Kultur gegen rechte Gewalt“ vor.